# Mountaintop Removal Mining

1. Abräumen
2. die obere Flözgruppe wird gewonnen, das Zwischenmittel in Tälern aufgehaldet
3. das liegende Flöz wird mit Schürfkübelbaggern gewonnen und die Berge aufgehaldet
4. parallel zum Fortschreiten des Abbaus wird die neue Tagesoberfläche konturiert
5. nach Abschluss der Gewinnung wird die endgültige Oberflächenkontur hergestellt und das Gebiet rekultiviert.

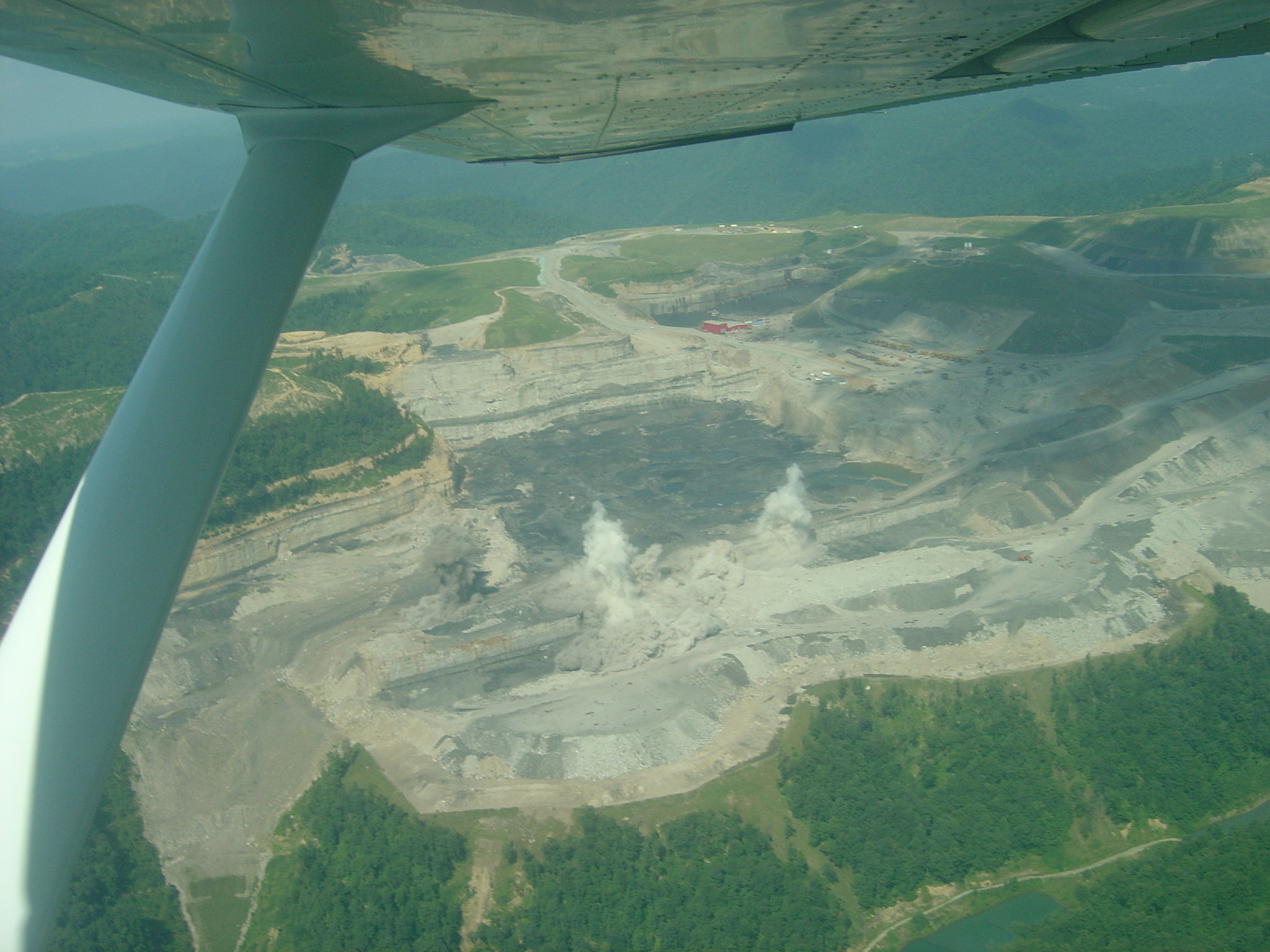
Sprengungen auf einer teilweise abgetragenen Bergkuppe

Mountaintop removal mining (auch mountaintop mining, deutsch Bergbau durch Gipfelabsprengung, im weiteren MTR) ist eine spezielle Form des Tagebaus in den USA. Angewandt wird dieses Verfahren vor allem in den Appalachen, einem großflächigen Mittelgebirge im Osten der Vereinigten Staaten – hier vorwiegend im Bereich des Appalachen-Plateaus; betroffen sind die Bundesstaaten Kentucky, Ohio, Pennsylvania, Tennessee, Virginia und West Virginia. Bedingt durch die Lagerungsverhältnisse der Steinkohle besteht der Abraum aus Bergkuppen, die die Steinkohlenflöze überdecken.
Wegen der ökologischen Auswirkungen steht das Verfahren deutlich in der Kritik.

## Geschichte
Seit Ende des 19. Jahrhunderts wird in den Appalachen Kohle im Tiefbau gewonnen. Einen Höhepunkt erreichte die Kohleförderung in der Region zur Zeit des Ersten Weltkriegs – in bis zu 12.000 Bergwerken wurden rund 700.000 Arbeiter beschäftigt. Nach dem Zweiten Weltkrieg ging wegen zunehmender Energiegewinnung aus Erdöl und Gas der zu teure Bergbau in den Appalachen stark zurück. Erst mit der Möglichkeit, Berggipfel abzutragen, konnte ab den 1960er Jahren – zunächst nur vereinzelt – wieder konkurrenzfähig Kohle gewonnen werden. Mountaintop removal wurde 1977 unter Jimmy Carter vom Surface Mining Control and Reclamation Act (SMCRA, 30 U.S.C. §1201) reguliert. 1988 wurde mittels einer umstrittenen Ergänzung zum Clean Water Act (CWA, 33 U.S.C. §1252) die Möglichkeit geschaffen, sämtlichen beim Tagebau anfallenden Abraum in Täler zu verfüllen. Diese Gesetzesänderung, steigender Energiebedarf, Erschöpfung oberflächennaher Flöze im Tiefbau sowie die technische Entwicklung (besonders bei Schürfkübelbaggern) führten zu vermehrtem Abbau per mountaintop removal mining. Seit den 1990er-Jahren ist das Gipfelabsprengen die verbreitetste Kohlegewinnungsart in den Appalachen.

## Abbautechnik
Das wenige Meter bis zu etwa 120 Meter mächtige Hangende bzw. Deckgebirge der Lagerstätte wird gesprengt und anschließend mit Baggern und Groß-Muldenkippern abgeräumt. Die beim Abbau der oberen Flözgruppe durch die Zwischenmittel anfallenden Berge werden in der Regel in einem benachbarten Tal aufgehaldet. Danach wird die Kohle des unteren Flözes abgebaut. Der zwischen oberer Flözgruppe und tiefem Flöz anfallende Abraum wird auf dem Liegenden des unteren Flözes abgekippt. Bereits während des Abbaues kann mit der Rekultivierung (Ausbringung von Dünger und Buschklee-Saatgut) begonnen werden. Ist die Kohle eines Gebietes abgebaut, bleibt ein künstliches Bergplateau zurück, das renaturiert oder anderen Nutzungen zugeführt werden kann.

### Abbauverluste
Durch die geringe Überdeckung bei vergleichsweise hohen Kohlemächtigkeiten ist die Gewinnung im Tagebau kostengünstiger als ein Abbau im Tiefbau. Es entstehen kaum Abbauverluste, die beim untertägigen Abbau (beispielsweise im room-and-pillar-Verfahren) bis zu 50 % betragen können. Der Einsatz von Tagebaugeräten senkt den Personaleinsatz erheblich und steigert somit die Förderleistung pro Beschäftigtem.

### Bergschäden
Untertägiger Abbau ist bei diesen Lagerungsverhältnissen oftmals geomechanisch nicht beherrschbar. Würde die Kohle abgebaut werden, ginge die Bergkuppe darüber zu Bruch. Ein solches Bruchfeld würde eine Gefahr für Mensch und Tier darstellen und müsste somit gegen Betreten gesichert werden. Rutschungen wären nicht auszuschließen. Bergschäden im engeren Sinne entstehen nicht, da Veränderungen in der Substanz des Abbaugebietes nur den Besitz des abbauenden Unternehmens betreffen.

## Umweltauswirkungen
Der MTR-Kohleabbau führt zu erheblichen Eingriffen in Ökologie, Natur und Landschaft. Sie manifestieren sich vor allem in einer Veränderung des Landschaftsbildes – mit einhergehenden Auswirkungen für Flora und Fauna – sowie der Grundwasserqualität.

### Landschaftsveränderungen
Nach einer Studie der US-Umweltbehörde Environmental Protection Agency (EPA) sollen in den Appalachen bis zum Jahr 2012 rund 5.700 Quadratkilometer Land (überwiegend Waldflächen) betroffen sein. Seit dem Beginn des mountaintop removal minings wurden in den Appalachen von den 1970er Jahren bis 2008 rund 500 Bergkuppen abgetragen. Die Landschaft werde großflächig zerstört und durch das Abtragen der Bergspitzen in ihrem Charakter tiefgreifend verändert. Im Wise County in Virginia sind die MTR-Tagebaue nach den Wäldern bereits zweitgrößter Flächennutzer des Countys. Laut Vorgaben der EPA sollen die abgeflachten Berge nach dem Abbau der Kohle renaturiert werden. Die getroffenen Renaturierungsmaßnahmen sind jedoch nicht geeignet, die vormals auf den Bergspitzen vorhandenen Wälder zu ersetzen.

### Wasserhaushalt
Durch die Verkippung des Abraums in die angrenzenden Täler (englisch valley fills), die häufig Flussläufe führen, kann es zu massiven Eingriffen in den Wasserhaushalt kommen. Diese Eingriffe führen zu einer Beschädigung der biologischen Qualität der betroffenen Gewässer. Nach Angaben der EPA wurden von 1992 bis 2014 etwa 1200 Meilen (entspricht rund 1900 Kilometern) Flussläufe von Abraum verschüttet. Das Verkippen der Täler ist genehmigungspflichtig und unterliegt verschiedenen amerikanischen Gesetzen wie dem „Clean Water Act“ (CWA) und dem „Surface Mining Control and Reclamation Act“ von 1977 (SMCRA). Mit dem Abraum können Substanzen wie Selen, Quecksilber, Arsen und Aluminium in Oberflächen- und Grundgewässer gelangen.

### Gesundheit
Umweltschützer und Mediziner verweisen auf die vom mountaintop removal mining ausgehenden Gefahren für die Gesundheit der Bewohner angrenzender Gebiete. So weisen verschiedene medizinische Studien eine starke Zunahme von Fehlbildungen an Säuglingen sowie Herz-, Lungen- und Nierenerkrankungen nach.
2017 stoppte die Regierung Trump eine von der National Academies of Sciences, Engineering, and Medicine durchgeführte Review-Studie, die die Gesundheitsgefahren des Mountaintop removal minings systematisch untersuchen sollte. Der Abbruch der Studie wurde damit begründet, sie sei eine Verschwendung von Steuergeldern. Zuvor hatte sich Donald Trump im Wahlkampf und den ersten Regierungsmonaten immer als Freund der Kohleindustrie dargestellt und versprochen, mehr Arbeitsplätze im Kohlebergbau zu schaffen.

### Flora und Fauna
Die Appalachen sind zu 80 % bewaldet. Die Wälder sind von globaler Bedeutung; sie haben eine der höchsten Biodiversitäten in der gemäßigten Klimazone. Sie enthalten rund 40 kommerziell verwertbare Baumarten. Der zu bewirtschaftende Baumbestand ist durch das MTR erheblich zurückgegangen. Die durch den Surface Mining Control and Reclamation Act (SMCRA) verpflichtend vorzunehmenden Renaturierungsmaßnahmen erschöpfen sich zumeist in der Schaffung dichter, krautiger Vegetationen auf den vormaligen Abbauflächen; eine spätere Kolonisierung durch einheimische Bäume wird dadurch erschwert.

### Klimawandel
Durch die negativen Auswirkungen auf Waldflächen und Böden ergibt sich durch Mountaintop-Mining ein erhöhter Ausstoß des Treibhausgases Kohlenstoffdioxid. Wissenschaftliche Untersuchungen ergaben, dass unter Berücksichtigung dieser Faktoren der Kohlendioxidausstoß von Kohle aus Mountaintop Mining um bis zu 17 % höher liegt als bei Kohle, die im Untertagebau gewonnen wurde.

## Kritik
Die starken Umweltauswirkungen des MTR-Bergbaus führen seit Jahren in den Vereinigten Staaten und zunehmend auch in Europa zu Kritik an Betreibern, deren Geschäftspartnern und Aufsichtsbehörden.
Auch die Bevölkerung steht dem Kohleabbauverfahren skeptisch gegenüber. So lehnte bei einer im Jahr 2011 im Auftrag von CNN durchgeführten Umfrage die Mehrheit der US-Amerikaner MTR ab. Immer wieder kommt es zu Protestaktionen gegen den Abbau.

### Verstromung von Appalachenkohle in Deutschland
Die Organisationen Urgewald und FIAN kritisieren in Zusammenarbeit mit „Keepers of the Mountains“ den Steinkohleimport aus den Vereinigten Staaten und anderen Ländern durch deutsche Energieunternehmen. Gefordert werden unter anderem Transparenz sowie verbindliche und überprüfbare Sozial- und Umweltstandards.

### Finanzierung von MTR-Investitionen
Zunehmend werden auch Banken für ihre Finanzierung des MTR kritisiert. Die Organisation BankTrack hat hierzu Informationen bereitgestellt. Die UBS wird bereits seit dem Jahr 2010 von Aktivisten angeprangert. Sie gehört zu den wichtigsten Geldgebern der Branche. Die Credit Suisse schloss dagegen bereits im Jahr 2010 gemäß den eigenen Richtlinien eine Finanzierung von Unternehmen aus, die in der MTR-Industrie tätig sind. In einer Presseerklärung stellte die Deutsche Bank im Sommer 2015 fest, dass sie nicht in die Finanzierung des Kohleabbaus eingebunden sei, sondern allenfalls Kredite zur Rekultivierung bzw. zur Finanzierung entsprechender Anleihen bereitstellen würde.

### Klage von Mingo Logan gegen EPA
Von 2009 bis 2014 beschäftigte eine juristische Auseinandersetzung um den Widerruf einer bereits erteilten Abbaugenehmigung im MTR-Verfahren mehrere Gerichte in Washington, D.C. Der mehrjährige Streit, in dem die Verschmutzung von Wasserressourcen zu beurteilen war, wurde zugunsten der Beklagten (EPA) entschieden. Medien und Umweltschutzorganisationen werteten den Ausgang als richtungsweisend für die Zukunft des MTR-Bergbaus.

## Trivia
Im Jahr 2014 erschien der Roman Gray Mountain von John Grisham, dessen Handlung im Umfeld des MTR-Kohlebergbaus in den Appalachen spielt. Sowohl die kohleabbauenden Unternehmen wie auch deren Rechtsvertreter werden in dem Bestseller negativ dargestellt; die Umweltzerstörung durch das Abbauverfahren wird hervorgehoben.
Auch der 2010 erschienene Roman Freiheit von Jonathan Franzen thematisiert beiläufig dieses Abbauverfahren. Die Romanfigur Walther, ein Vogelschützer, gerät ins Spannungsfeld zwischen ideologisch motiviertem Boykott des Verfahrens und Zusammenarbeit mit den Kohlefirmen, um wenigstens bei der Renaturierung mitreden zu können.